# Osa de la Vega
Osa de la Vega település Spanyolországban, Cuenca tartományban. Osa de la Vega Monreal del Llano, Los Hinojosos, Hontanaya, Tresjuncos és Belmonte községekkel határos. Lakosainak száma 443 fő (2024).

## Népesség
A település népessége az utóbbi években az alábbiak szerint változott:
| Lakosok száma | 640  | 660  | 648  | 627  | 611  | 565  | 522  | 479  | 455  | 443  |
|               | 2001 | 2004 | 2006 | 2009 | 2011 | 2014 | 2016 | 2019 | 2021 | 2024 |